# Taibai (köpinghuvudort i Kina, Guizhou Sheng, lat 28,41, long 107,09)
Taibai (kinesiska: 太白, 太白镇) är en köpinghuvudort i Kina. Den ligger i provinsen Guizhou, i den sydvästra delen av landet, omkring 200 kilometer norr om provinshuvudstaden Guiyang. Antalet invånare är 15 861. Befolkningen består av 7 714 kvinnor och 8 147 män. Barn under 15 år utgör 29,0 %, vuxna 15-64 år 60 %, och äldre över 65 år 10,0 %.